# Rivemand
En rivemand var en ufaglært eller pensioneret arbejdsmand, der arbejdede med en rive. Betegnelsen kan muligvis også være blevet brugt om en rivemager, der arbejdede med at fremstille høstriver af træ.